# Robert McGuckin
Robert Michael McGuckin (ur. 28 stycznia 1944 w Marrickville) – australijski duchowny katolicki, biskup Toowoomby w latach 2012–2023.

## Życiorys
Święcenia kapłańskie otrzymał 20 października 1973 i został inkardynowany do archidiecezji Sydney. W 1993 uzyskał inkardynację do diecezji Parramatta. Przez wiele lat był oficjałem w regionalnym sądzie biskupim. Pełnił także funkcje m.in. wikariusza sądowego, wikariusza generalnego i kanclerza kurii w Parramatcie, a także wikariusza biskupiego ds. życia konsekrowanego i duszpasterstwa służby zdrowia.
14 maja 2012 papież Benedykt XVI mianował go ordynariuszem diecezji Toowoomba. Sakry biskupiej udzielił mu 11 lipca 2012 arcybiskup metropolita Brisbane – abp Mark Coleridge.
24 maja 2023 papież przyjął jego rezygnację z pełnionego urzędu.